# Wini
Wini ist der sowohl ein männlicher als auch ein weiblicher Vorname in verschiedenen germanischen Sprachen. Oft handelt es sich um die Verkleinerungsform (Diminutiv) von Winfried (männlich) oder Winifred (weiblich).

## Namensträger

### Weiblicher Vorname
- Wini Shaw (1910–1982), eigentlich Winifred, US-amerikanische Schauspielerin

### Männlicher Vorname
- Wini Brugger (* 1961), österreichischer Koch

### Familienname
- Jenly Tegu Wini (* 1983), Gewichtheberin von den Salomonen